# 1030
1030. је била проста година.

## Догађаји
- 29. јул — Битка код Стиклестада: Краљ Улав II Харалдсон покушава да освоји Норвешку уз помоћ шведског краља Анунда Јакоба. Надмоћнија норвешка и данска војска им наноси пораз. Улав је убијен у бици, а касније је канонизован и постао светац заштитник Норвешке и „вечни краљ Норвешке”.
- август — Битка код Азаза

## Смрти
- 29. јул — Улав II Свети, краљ Норвешке